# Marolles-en-Brie (Sena y Marne)
 Marolles-en-Brie  es una población y comuna francesa, en la región de Isla de Francia, departamento de Sena y Marne, en el distrito de Provins y cantón de La Ferté-Gaucher.

## Demografía
| 258 | 218 | 210 | 224 | 278 | 355 | 401 | 412 |
| Para los censos de 1962 a 1999 la población legal corresponde a la población sin duplicidades (Fuente: INSEE [Consultar]) |     |     |     |     |     |     |     |